# 존 하버드

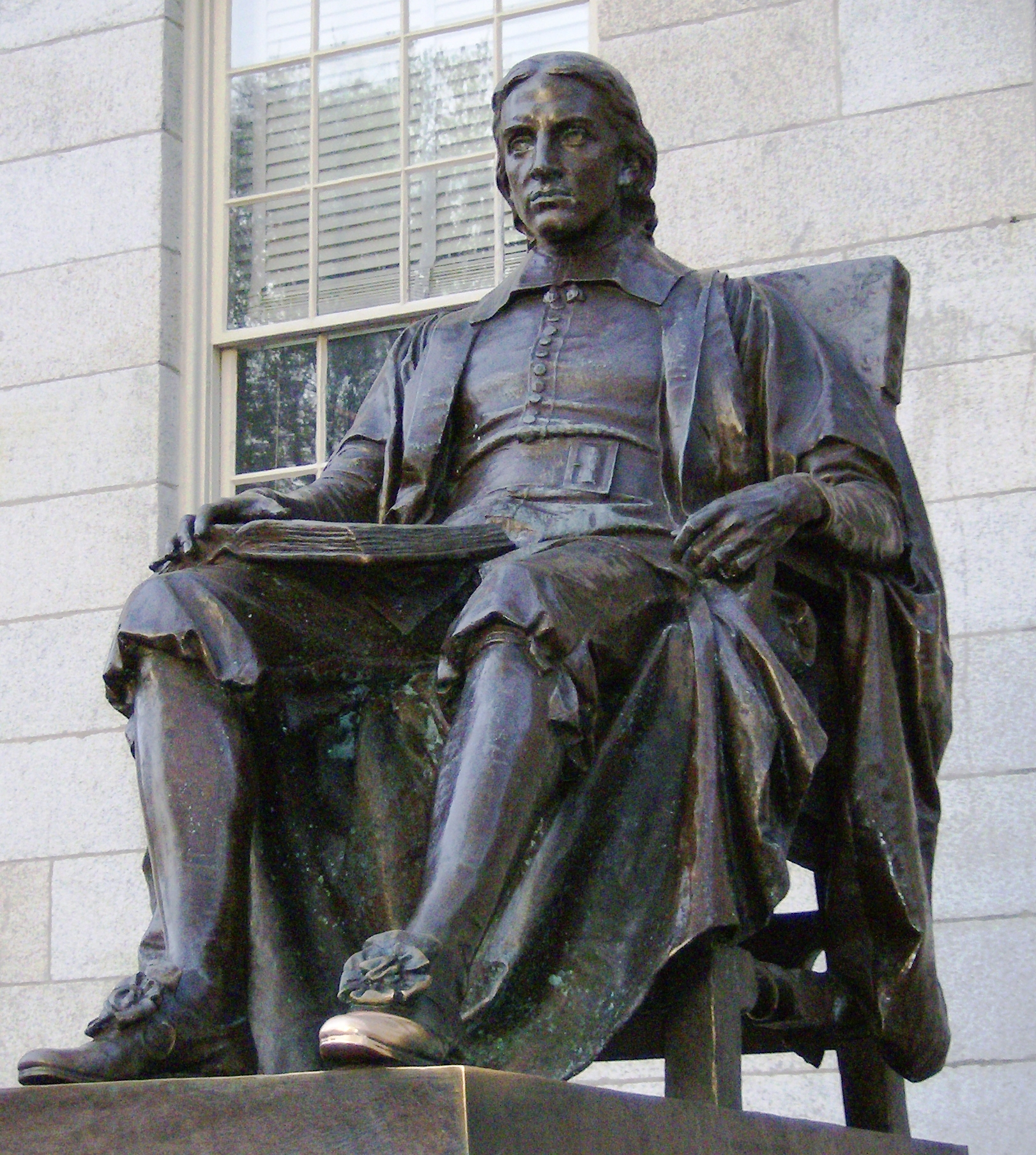
존 하버드 동상

존 하버드(John Harvard, 1607년 ~ 1638년)는 영국 출신 청교도 성직자이다. 미국 하버드 대학교는 그가 죽기 전 재산과 장서를 기증한 것을 기념하여 그의 이름을 따서 대학 이름을 개명하였다.
영국에서 출생하여 케임브리지 대학교의 엠마누엘 칼리지에서 신학 학사와 석사 과정을 졸업하였다. 영국에서 교장을 지낸 후, 미국으로 건너가 1637년 찰스턴의 시민이 되어 그곳 교회의 부목사로 일하였다. 그가 죽은 후 장서와 재산의 반을 뉴타운의 신설 대학에 기부하였다. 그 후 이 대학은 그의 이름을 따서 하버드 대학교가 되었다.

## 참조
1. ↑  “보관된 사본”. 2014년 4월 15일에 원본 문서에서 보존된 문서. 2012년 11월 15일에 확인함.
2. ↑  “보관된 사본”. 2011년 6월 7일에 원본 문서에서 보존된 문서. 2012년 11월 15일에 확인함.